# Fragilité
Cet article concerne la fragilité d'un matériau solide. Pour les autres significations, voir Fragilité (homonymie).
 (août 2019).
Si vous disposez d'ouvrages ou d'articles de référence ou si vous connaissez des sites web de qualité traitant du thème abordé ici, merci de compléter l'article en donnant les références utiles à sa vérifiabilité et en les liant à la section « Notes et références ».

Comportements à la rupture en essai de traction: (a) fragile, (b) ductile et (c) complètement ductile.

Un matériau solide est fragile s'il se fracture dès que sa limite d'élasticité est atteinte. La fragilité s'oppose à la ductilité. Il ne faut confondre fragile avec peu tenace qui signifie que le matériau résiste peu à la propagation de fissures.
Dans l'usage courant et notamment en métallurgie, on parle de matériau fragile quand on a une faible déformation à la rupture, une faible ténacité et une faible énergie de rupture. En effet, lorsqu'on franchit la température de transition fragile-ductile, allongement à la rupture, ténacité et énergie de rupture diminuent tous ensemble. Mais on ne peut pas généraliser l'idée à tous les matériaux : un matériau peut très bien avoir une plus petite ténacité mais une plus grande énergie de rupture qu'un autre. Même pour les métaux, la relation ductilité/ténacité ne s'applique pas : l'or est un des métaux les plus ductiles mais est bien moins tenace que la plupart des aciers.

## Fragilité, ténacité et énergie de rupture
Si on regarde un diagramme d'Ashby de la ténacité, il est assez clair que les matériaux les plus tenaces sont des métaux ductiles. Néanmoins autour de 10 MPa.{\displaystyle {\sqrt {m}}} on trouve à la fois les céramiques techniques et des métaux courants. Il est néanmoins vrai que la grande majorité des céramiques, matériaux fragiles, ont de faibles ténacités et de faibles énergies de rupture, et beaucoup de métaux, ductiles, ont une grande ténacité et une grande énergie de rupture. Dans le langage courant, fragilité et faible ténacité sont donc souvent associées. Mais le développement de nouveaux matériaux fragiles à hautes ténacités amène à devoir faire le distinguo entre ductile et tenace. À une époque où peu de matériaux fragiles mais tenaces existaient s'est développée la mécanique de la rupture et dans cette mécanique l'idée qu'un mode de rupture fragile est un mode de rupture sans déformation plastique. Dans les équations de modèles de la mécanique des milieux continus décrivant la rupture fragile, la valeur de la ténacité importe peu. Un modèle de rupture fragile est un modèle sans déformation plastique, peu importe la ténacité et l'énergie de rupture.
S'il est vrai qu'on parle souvent, en métallurgie, lorsque la ténacité d'un matériau diminue (par traitement thermique ou autre) de « fragilisation », quand on parle de « comportement fragile », on fait référence à une rupture sans déformation plastique, peu importe l'énergie qu'elle a coûté,,.
Par exemple, des matériaux comme les carbures (carbures de tungstène) sont relativement tenaces (le carbure de tungstène est dix fois plus tenace que le verre), mais clairement pas du tout ductile : on ne peut pas les déformer de manière permanente à température ambiante. Ils sont fragiles. Des alliages de carbures peuvent approcher les 20 MPa.{\displaystyle {\sqrt {m}}} en ténacité, alors que le plomb (archétype du matériau ductile) atteint péniblement les 15 MPa.{\displaystyle {\sqrt {m}}} . Les alliages étain-plomb ont des ténacités inférieures à 5 MPa.{\displaystyle {\sqrt {m}}} , sont ductiles (plusieurs % de déformations plastiques avant rupture), mais moins tenaces que la plupart des alumines techniques fragiles (aucune déformation plastique à rupture).
Les verres silicatés sont fragiles à température ambiante. Ils cassent sans aucune plasticité, en élasticité pure. Leurs ténacités sont inférieures à 1 MPa.{\displaystyle {\sqrt {m}}}. Le verre à vitre standard, même trempé thermiquement dépasse rarement une contrainte à rupture de {\displaystyle \sigma _{R}}=120 MPa. Avec un module de Young de l'ordre de E=70 GPa, cela donne une énergie mécanique stockée à rupture de l'ordre de :
{\displaystyle {\frac {\sigma _{R}^{2}}{2E}}}{\displaystyle \sim 103\ kJ.m^{-3}}
Néanmoins, une fibre optique avec quasiment aucun défaut de surface peut atteindre une contrainte à rupture de l'ordre de 12 GPa, soit une énergie mécanique à rupture de l'ordre de {\displaystyle 1\ GJ.m^{-3}}.
À l'opposé, l'acier 316L, très répandu, est ductile. Il tolère jusqu'à 40 % de déformation plastique avant rupture, avec une ténacité de plus de 200 MPa.{\displaystyle {\sqrt {m}}}. C'est l'archétype d'un matériau qui fait penser que tenace et ductile sont équivalents. Néanmoins, la contrainte maximale avant rupture est de l'ordre de 490 MPa, presque 25 fois moins qu'une fibre de verre, et dix fois moins qu'un verre trempé chimiquement (verre d'écran de smartphone). Ce qui amène à une énergie à la rupture de l'ordre de {\displaystyle 0.2\ GJ.m^{-3}}, soit cinq fois moins qu'une fibre optique.
Il y donc a lieu de bien différencier les notions de ténacité, de résistance mécanique, d'énergie de rupture et de fragilité. De même il faut différencier résilience et fragilité. Notons les propres mots de G. Charpy : « Les essais sur des éprouvettes entaillées ne sont pas des essais de rupture fragile. C’est uniquement un essai qui permet de classer des métaux avec forte ou faible résilience ».
L'essai de flexion choc Charpy mesure donc si le matériau présente une faible énergie de rupture dynamique KC (appelée abusivement « résilience ») et non sa fragilité.

## Faciès de rupture

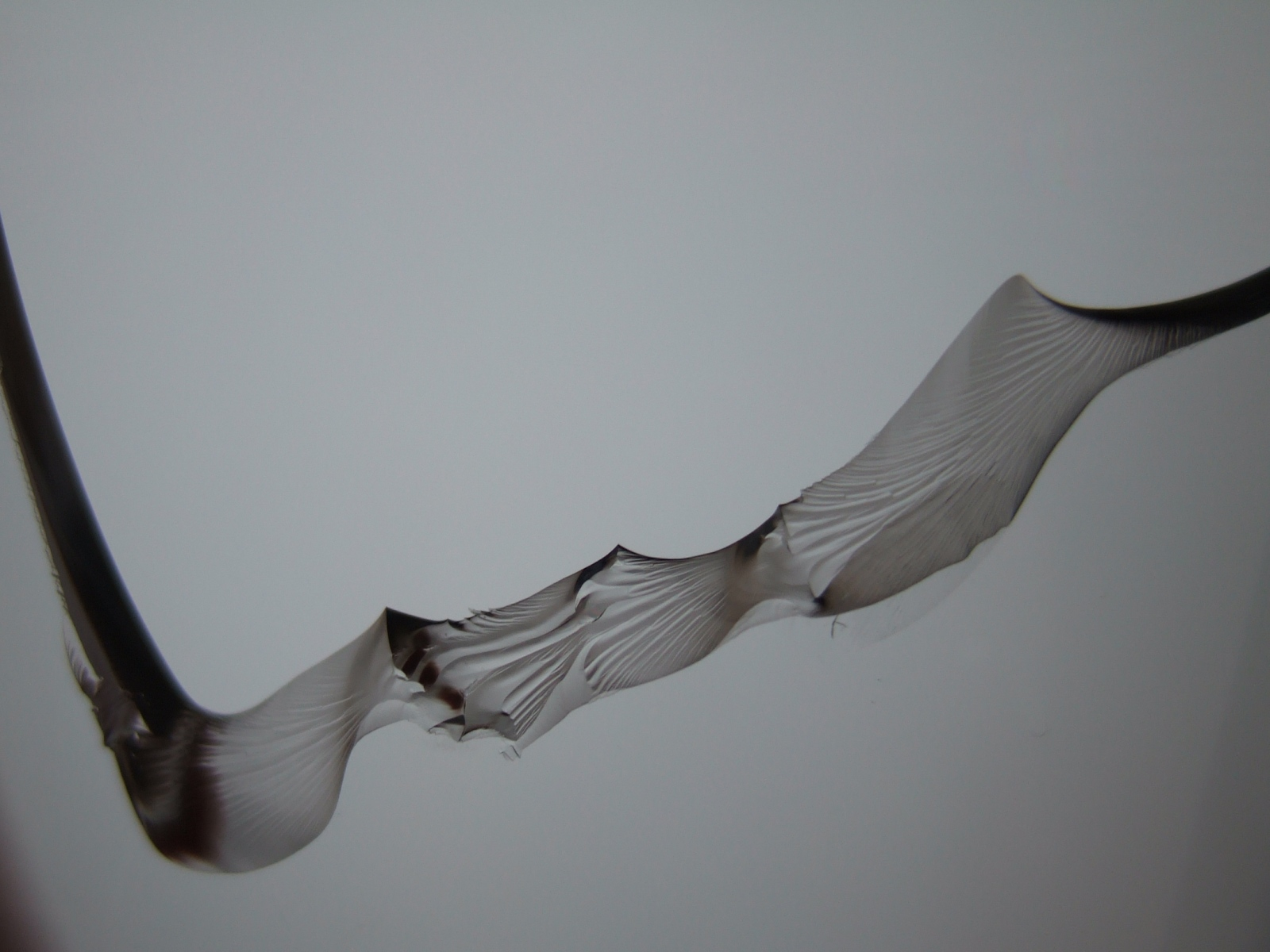
Faciès de rupture fragile (verre) ; le verre étant amorphe, le faciès est lisse mais courbe, il ne présente pas de facettes.
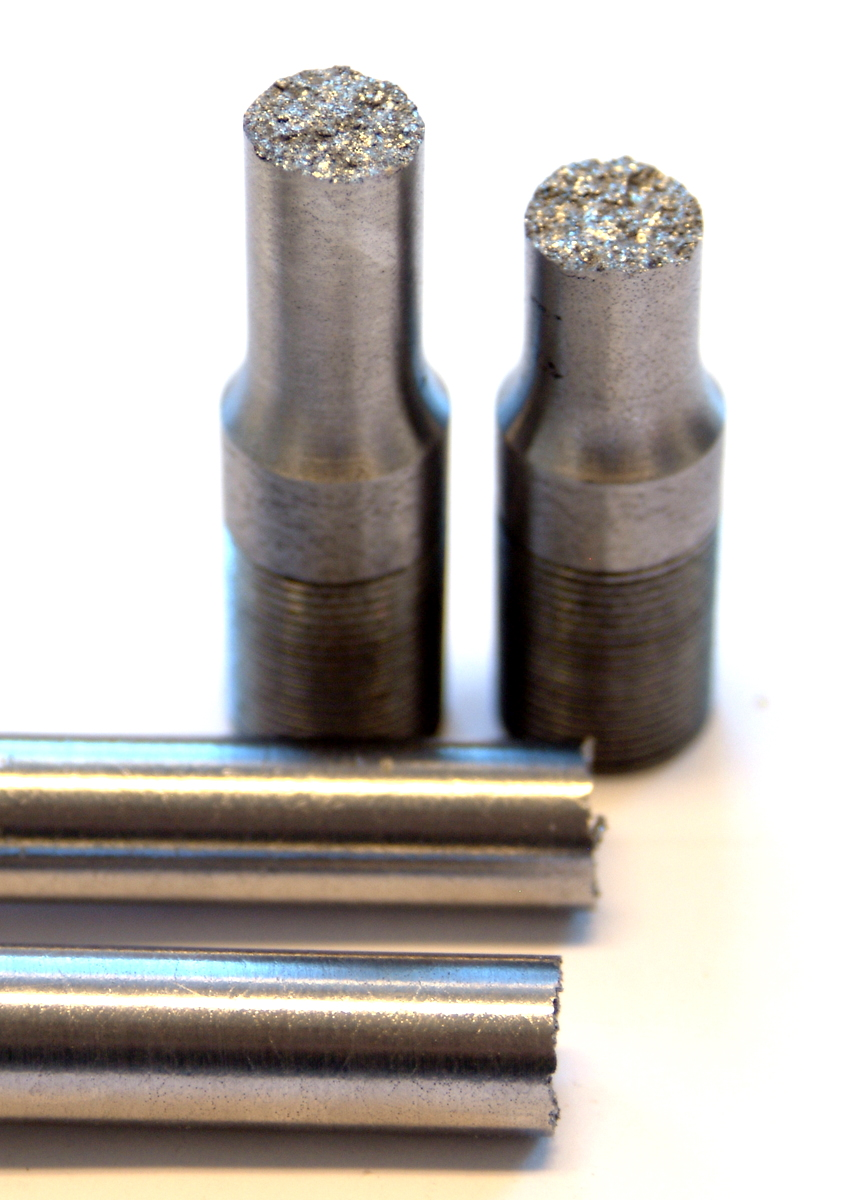
Éprouvette rompue d'un matériau fragile (fonte)

Du point de vue du comportement en déformation, un matériau fragile casse dans le domaine élastique, il n'est pas ductile. On a donc un faciès de rupture présentant une surface lisse,
- qui est gauche (non plane) dans le cas d'un matériau amorphe ;
- qui se compose de facettes lisses si le matériau est cristallin, soit ce sont les joints de grain (fragilité intergranulaire), soit ce sont des plans denses du cristal (clivage).

On distingue aisément un matériau fragile d'un matériau ductile lorsqu'il est cassé. Pour un matériau fragile, lorsqu'on « recolle » les morceaux, on retrouve la structure d'origine, non déformée (le vase qu'on a cassé en jouant au foot dans la maison). Pour un matériau ductile, on retrouve quasiment la structure déformée, juste avant la rupture.

## Évaluation de la fragilité
La fragilité peut s'évaluer :

Courbe de traction typique pour un matériau fragile

- par un essai de traction uniaxial : la courbe typique présente un rupture sans aucune inflexion (typiquement le verre et beaucoup de céramiques), ou un infléchissement marquant le début de la détérioration suivi de la rupture (typiquement la fonte) ; l'éprouvette ne présente pas de striction, le faciès est comme décrit ci-dessus et l'allongement à la rupture A% est nul ;
- par un essai de flexion où on trouvera le même type de courbes. Pour un matériau fragile la courbe de force en fonction de la flèche est linéaire jusqu'à rupture, mais pas pour un matériau ductile.

Il existe différentes façons de quantifier la fragilité. Des « indices de fragilité » (brittleness index) ont été introduits dans la littérature. Un de ces indices est le ratio entre dureté Vickers et ténacité en mode d'ouverture. En effet, un matériau dur est un matériau qui développe peu d'aptitude à la déformation plastique. Si en plus il est peu tenace, il aura un grand indice de fragilité.

## Facteurs influençant la fragilité
La fragilité ou la ténacité dépend non seulement des forces de liaison entre les atomes, mais aussi de la contribution d'éventuels phénomènes de dissipation d'énergie : plasticité, microfissuration, changement de phase, recristallisation dynamique… qui ont pour effet d'accroître sensiblement, dans les substances tenaces, le volume du domaine où, à la pointe de la fissure, les liaisons atomiques s'opposent à sa progression en supportant la contrainte de traction la plus élevée.
Interviennent donc en particulier la température et la vitesse de déformation. En particulier :
- de nombreux matériaux sont fragiles en dessous d'une température dite « température de transition fragile-ductile » ;
- certains matériaux sont peu ductiles aux faibles vitesses de déformation, et très ductiles aux fortes vitesses (recristallisation dynamique) ;
- certains matériaux sont fragiles aux vitesses de déformation élevées, mais « pâteux » aux très faibles vitesses ; c'est le cas par exemple des roches qui sont habituellement fragiles, mais qui présentent un phénomène de convection dans le manteau terrestre.

Concernant la dissipation d'énergie par déformation plastique, le premier critère est le critère de von Mises, qui indique qu'un matériau cristallin est intrinsèquement fragile s'il présente moins de cinq modes de glissement (plan de glissement-direction de glissement voir Dislocation). La fragilité intergranulaire peut provenir de la présence d'atomes étrangers qui ségrègent aux joints de grain, comme le phosphore ou le soufre dans l'acier. De manière générale, un matériau cristallin est souvent d'autant moins fragile qu'il est pur. On peut renforcer les joints de grain en ajoutant des éléments d'alliage pour piéger les impuretés, ou pour renforcer les joints de grain en y ségrégeant (bore). L'hydrogène est également un élément fragilisant ; le dégazage des métaux lors de la fusion est donc capital.
La fragilité peut aussi provenir de réaction avec l'environnement. En particulier, l'eau, dans le cas d'immersion ou bien l'humidité de l'air, peut réagir avec le métal et produire de l'hydrogène qui vient fragiliser le métal.
La résistance mécanique d'une éprouvette sous charge est la contrainte maximale Rm supportée par l'éprouvette avant fracture. Contrairement à la ténacité qui est une grandeur intrinsèque, la résistance mécanique fait intervenir outre les forces des liaisons atomiques, la forme et les dimensions de l'éprouvette ainsi que son état de surface et le type de sollicitation. On observe par exemple que la résistance mécanique de fibres de verre fraîchement étirées est environ cent fois plus élevée que celle d'objets communs du même verre qui ont subi des abrasions multiples. On améliore la résistance mécanique d'objets faits de matériaux fragiles en introduisant, par des traitements thermiques ou chimiques, des précontraintes de compression en surface.
Rappelons enfin que les filaments en verre, typiquement des substances fragiles, sont couramment utilisés pour renforcer de nombreux polymères ainsi que des ciments.